# Гетто в Телеханах
Гетто в Телеха́нах (июль 1941 — август 1941) — еврейское гетто, место принудительного переселения евреев городского посёлка Телеханы Ивацевичского района Брестской области и близлежащих населённых пунктов в процессе преследования и уничтожения евреев во время оккупации территории Белоруссии войсками нацистской Германии в период Второй мировой войны.

## Оккупация Телехан и создание гетто
К началу войны евреи составляли почти половину населения Телехан, включая евреев-беженцев из Польши.
Посёлок был захвачен немецкими войсками 27 июня 1941 года, и оккупация длилась более 3-х лет — до 10 июля 1944 года. Из местных евреев только немногие (в основном, молодёжь), успели уйти на восток.
Несколько дней до прихода немцев в поселке было безвластие, и местные мародёры грабили всё, что осталось в магазинах и у евреев: «С топорами и ножами в руках они врывались в еврейские дома, потрошили шкафы и сундуки. Мужики и бабы тащили тюки с костюмами, мехами, коврами. Хватали хозяйственную утварь, даже мебель. Кто сопротивлялся — безжалостно избивали. Появились бежавшие из тюрем уголовники, знавшие зажиточных евреев. Они издевались над ними, вымогая золото и валюту. Грабёж продолжался два дня, и сельская мразь стала врываться в дома христиан».
Сразу после захвата Телехан немцы расстреляли трёх евреев (Гершула Коэна, Изю Шлябмана и Лейба Костринского), которые хотели бежать и которых выдали местные жители.
Первый приказ немецкого коменданта Телехан относился только к евреям, которым предписывалось пришить на правой стороне груди и на левом плече жёлтую шестиконечную звезду. Встречая немца, они должны сойти с тротуара на проезжую часть, снять головной убор и поклониться. За невыполнение этих указаний следовал расстрел.
Первым действием оккупантов было создание полиции из местных коллаборационистов — большей частью из уголовников-садистов. Например, один из них, некий Викторович «однажды ударил проходившую еврейку и упавшую, в крови, заставил слизывать пыль с сапога. Затем он застрелил несколько евреев».
Реализуя нацистскую программу уничтожения евреев, немцы создавали гетто почти во всех городах и населённых пунктах Беларуси, где проживало еврейское население. Так и в Телеханах оккупанты организовали гетто и приказали евреям создать юденрат, через который отдавали распоряжения и передавали требования о «контрибуциях». Председателями юденрата оккупанты назначили Авраама Левина и Моше Каплана.
Нацисты и полицаи часто издевательски заставляли евреев выполнять бессмысленные тяжёлые работы, до смерти избивая их при этом. Также евреев постоянно унижали самыми дикими способами — например, заставляли руками вычерпывать фекалии из уборной.

## Уничтожение гетто
5 августа 1941 года в Телеханы прибыла кавалерийская часть СС во главе с оберштурмфюрером СС Густавом Ломбардом. Следующим утром к нему привели пятерых евреев как представителей общины и он приказал, чтобы до конца дня каждый еврейский дом сдал сто килограммов овса для лошадей и тысячу долларов. Совершенно невыполнимый приказ привёл евреев в отчаяние, а немцы и «бобики» (так в народе презрительно называли полицаев) прошли по еврейским домам и грабили всё хоть сколько-нибудь ценное.
Утром 7 (6) августа эсэсовцы и полицаи с побоями и издевательствами выгнали евреев из домов и загнали в бараки. Малейшее сопротивление, намерение побега или попытка спрятать детей пресекались избиениями до смерти. Затем немцы отобрали более молодых и крепких евреев, и заставили их вырыть длинные глубокие траншеи шириной 2 метра. После этого всех евреев вывели из бараков, построили в колонну и повели по улице Костельной к урочищу Гречище (у дороги Телеханы-Выгонощи).
Крестьяне, которых немцы заставили засыпать ямы после расстрела, рассказали, как происходила «акция» (таким эвфемизмом гитлеровцы называли организованные ими массовые убийства). Евреев группами пригоняли к ямам и заставляли по лестницам спускаться на дно. Обреченных людей укладывали ровными рядами лицом к земле, а потом расстреливали из пулемёта. Детей ставили на колени на краю ямы, расстреливали и сталкивали вниз. Так продолжалось, пока не наполнялась каждая яма. Всего в этот день были убиты 1400 (1200) евреев.
Остатки имущества убитых присвоили многие из местных жителей. На братской могиле евреев Телехан, слегка присыпанной песком, ещё долгое время стаи птиц расклёвывали тела убитых, а группа местных жителей выкапывала трупы в поисках золота.
В августе 1941 года также были расстреляны ещё 500 телеханских евреев на улице Янки Купалы.

## Случаи спасения
Исраэль Чиж при расстреле притворился убитым и, пролежав в яме какое-то время, выбрался оттуда. Также ещё спаслись учительница Рахель Шрупская и Ицхак Кречмер. Они сбежали и затем воевали в партизанском отряде.

## Память
Всего в Телеханах были убиты около 2000 (более 1200) евреев. Долгие годы после войны место расстрела не было даже ограждено, и на нём пасся скот. Мародёры свободно копались в могиле в поисках золота.
Густав Ломбард — командир кавалерийского полка СС, убивавшего евреев во всём Ивацевичском районе, впоследствии попал в советский плен, отсидел 10 лет (геноцид евреев в обвинении не фигурировал), после освобождения поселился в Западной Германии и прожил до 97 лет, не понеся кары за тысячи убитых евреев.
Опубликованы неполные списки убитых евреев Телехан и ближайших деревень.
В настоящее время жертвам геноцида евреев в Телеханах установлены два памятника. В 2021 году, 17 июня, на месте убийства 500 евреев был установлен новый памятник на месте старого.